# Salem (Ohio)
Salem – miasto w Stanach Zjednoczonych, w północno-wschodniej części stanu Ohio. Liczba mieszkańców w 2000 roku wynosiła 12 808.